# Митко Джоров
Митко Джоров е български футболист и треньор по футбол с дългогодишен опит в работата с детско-юношески школи в България, Германия и САЩ, както и с професионални отбори в България. Притежава УЕФА ПРО лиценз, диплома от Националната спортна академия и лиценз за кондиционен треньор по футбол.

## Състезателна кариера
Като футболист започва кариерата си в родния „Спартак“ (Пловдив). По време на казармените си години играе последователно в „Армеец“ (Пловдив) и АШВСМ „Чавдар“ (София) – Школата на ЦСКА (София) – преди да завърши НСА със специалност „Треньор по футбол“ през 1994 година.

## Треньорска кариера

### Ранна треньорска кариера
Започва треньорската си кариера в детско-юношеската школа на „Ботев“ (Пловдив) след спечелен конкурс. На 21 октомври 2003 г. е назначен за старши треньор на мъжкия отбор на „Ботев“, където дава шанс на редица юноши, включително Тодор Тимонов, Дормушали Саидходжа, Георги Куртев и Павел Станев, всички набор 1986. Престоят му в първия отбор е кратък (само 6 дни) и след разрив с ръководството напуска клуба заедно с юношеската селекция (набор 1994).

### Период в „Ботев 2002“ и „Спартак“ (Пловдив)
След напускането на „Ботев“ (Пловдив) преминава в школата на футболната школа „Ботев 2002“, а през 2007 г., след обединението на школите, започва работа в „Спартак“ (Пловдив), където остава до 2012 г. Под негово ръководство школата постига значими успехи:
- Купа на БФС (деца) – сезон 2007/08.
- Вицешампион в Елитна група U17 (набор 1994) – сезон 2010/11.
- Финалист в Купата на БФС (юноши младша възраст) – сезон 2010/11 (набор 1995).
- Купа на БФС (юноши старша възраст) – сезон 2011/12.

В този период са реализирани и множество трансфери на млади таланти в професионалния футбол – сред тях са Радослав Терзиев, Лъчезар Ангелов, Иван Филипов, Неджатин Мустафа, Лазар Марин, Даниел Колев, Ангел Дафков, Биян Абед, Владимир Айтов, Венцислав Гюзелев, Петър Чобанов и др.

### Професионални отбори и работа в чужбина
През 2012 г. е старши треньор на „Видима-Раковски“ (Севлиево) в Б ПФГ.
През 2013 г. по покана на Велко Йотов заминава за САЩ, където работи в United Futbol Academy (UFA.GA) в Атланта, Джорджия.
През 2014 г. се завръща в България и заема поста директор на детско-юношеската школа на „Берое“ (Стара Загора), а впоследствие – на „Локомотив“ (Пловдив).
От 2016 г. работи като главен методист в школата на ЦСКА.
От 2018 г. работи в Германия във JFV Edewecht, като същевременно е и онлайн методист в школата на ЦСКА 1948.

### Завръщане в България
През 2022 г. се завръща в България и започва работа като главен треньор и методист на детско-юношеската школа на „Спартак“ (Пловдив).

## Образование и квалификации
Освен диплома от НСА и УЕФА ПРО лиценз притежава и лиценз за кондиционен треньор по футбол. Участва в множество международни семинари и обучения в елитни европейски академии, включително Барселона, Улвърхямптън, Бенфика, Болоня и Милан.
Автор и лектор на обучения, свързани с организацията на играта спрямо топката, прилагани в подготовката на подрастващи футболисти.